# Seznam autorů zhudebnění mešního ordinaria

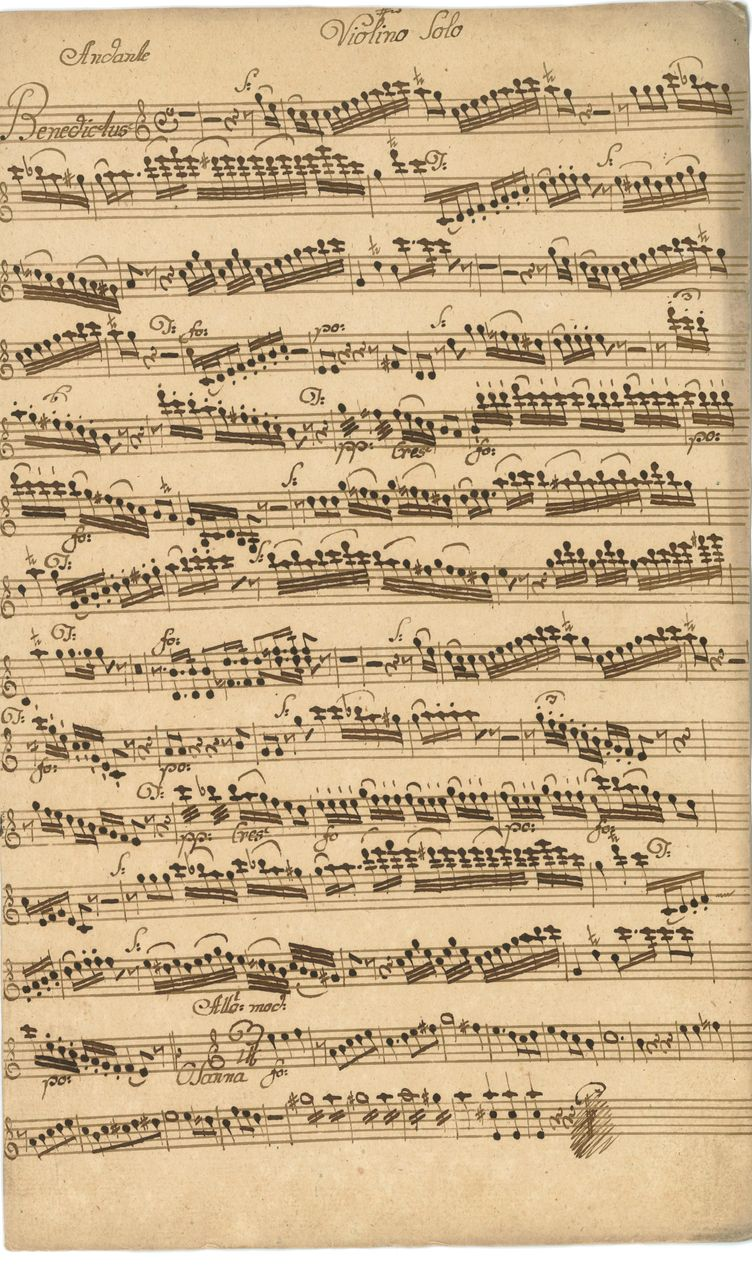
Autograf části mše e-moll českého skladatele Karla Blažeje Kopřivy

Toto je abecední seznam hudebních skladatelů, autorů zhudebnění mešního ordinaria (či jeho částí) s názvy mší.

## Anonymní autoři (výběr)
- Missa de Barcelona (14. století)
- Messe de la Sorbonne (14. století)
- Messe de Toulouse (14. století)
- Messe de Tournai (14. století)

## A

### Adlgasser, Anton Cajetan(1729–1777)
- Requiem in C dur (1750)

### Aiblinger, Johann Kaspar(1779–1867)
- Mše A dur

### Albright, William (1944–1998)
- Chichester Mass

### Allmendinger, Karl(1863–1946)
- Missa O bone Jesu op. 37b

### Ambros, August Wilhelm(1816-1876)
- Mše B dur
- Missa solemnis a moll (1857)

### Ancelin, Pierre (1934–2001)
- Missa Brevis (1990)

### Anchieta, Juan de (kolem roku 1462–1523)
- Missa Rex Virginum Motecta
- Missa sine Nomine

### Arnfelser, Franz(1846–1898)
- Missa Quinta op. 100, tříhlasý smíšený sbor a varhany
- Missa Nona in G, tříhlasý smíšený sbor a varhany
- Missa Domus aurea, čtyřhlasý smíšený sbor a varhany
- Missa Regina coeli

### Atterberg, Kurt Magnus(1887–1974)
- Requiem (1914)

## B

### Baal, Johann(1657–1701)
- Missa in A dur

### Bacalov, Luis(* 1933)
- Misa Tango (1999)

### Bach, Johann Sebastian(1685–1750)
- Missa (Kyrie a Gloria) h-moll (BWV 232 I)
- Mše h moll (BWV 232)
- Missa F dur (BWV 233)
- Missa in A dur (BWV 234)
- Missa in g moll (BWV 235)
- Missa in G dur (BWV 236)
- Mše a moll (BWV Anh. 24)
- Mše c moll (BWV Anh. 29)

viz též: Lutherische Messe (Bach)

### Bach, Wilhelm Friedemann(1710–1784)
- Deutsche Messe (F 98)

### Bachmann, Sixt(1754–1825)
- Missa solemnis in C dur

### Bäurle, Thomas (* 1957)
- Missa in honorem Sancti Valentini pro sóla, sbor a orchestr (2008)

### Balakauskas, Osvaldas (* 1937)
- Requiem in memoriam Stasys Lozoraitis

### Bárdos, Lajos(1899–1986)
Více mší, např.
- Missa Tertia
- Missa Quarta

### Bares, Peter(1936–2014)
- Messe op. 935
- Messe op. 1036

### Bauernfeind, Hans (1908–1985)
- Missa „Ave Maria“
- Missa Brevis G dur „Familienmesse“
- Deutsches Ordinarium

### Baumann, Max(1917–1999)
- Missa (op. 39, 1953)
- Requiem „Missa pro defunctis“ (op. 46)
- Schutzengel-Messe (op. 50, 1955)
- Kleine Marien-Messe (op. 59, 1958)

### Beethoven, Ludwig van(1770–1827)
- Mše C dur, op. 86 (1807)
- Missa solemnis in D dur, op. 123 (1819–1823)

### Belli, Giulio (kolem roku 1560 – po roce 1621)
- Missa „Tu es pastor ovium“

### Bellini, Vincenzo(1801–1835)
- Mše D dur
- Mše a moll
- Mše g moll

### Bencini, Pietro Paolo(kolem roku 1670–1755)
- Missa de Oliveria

### Benda, Felix(1708-1768)
Varhanní mše

### Benevoli, Orazio(1605–1672)
- Missa Azzolina
- Missa pastoralis

### Benoit, Peter(1834–1901)
- Messe „Hoogmis“

### Berger, Wilhelm Georg(1924–1993)
- Abendmahl-Messe (op. 73 Nr. 5, 1986)
- Credo-Messe (op. 73 Nr. 6, 1987)
- Vánoční mše (op. 84, 1989)
- Ostermesse (op. 85, 1989)
- Missa brevis (op. 93, 1989)
- Messa da requiem (op. 95, 1991)
- Missa solemnis (op. 96, 1991)

### Berlioz, Hector(1803–1869)
- Grande Messe des Morts (op. 5, 1837)
- Messe solenelle (1824)

### Bernabei, Ercole(1622–1687)
- 2 messe per 16 voci

### Bernabei, Giuseppe Antonio(1649–1732)
- Missa in D SATB a capp.

### Bernstein, Leonard(1918–1990)
- Mše k otevření Kennedyho centra v New Yorku (září 1971)
- Missa Brevis

### Biber von Bibern, Heinrich Ignaz Franz(1644–1704)
- Missa Sancti Henrici
- Missa Alleluja à 36
- Missa Sancti Alexii
- Missa Christi resurgentis
- Missa ex B
- Missa Quadragemisalis
- Missa Bruxellensis
- Missa Salisburgensis
- Requiem à 15 in Concerto
- Requiem ex F con terza minore

### Bibl, Rudolf(1832–1902)
- Missa in honorem S. Caeciliae in C dur (op. 55)
- Missa F dur (op. 67)

### Bingham, Judith (* 1952)
- Mass (2003); bez Credo, ale s Preamble The Road to Emmaeus a Voluntary Et cognoverunt eum (obě pro varhany) a Offertorium Et aperti sunt oculi

### Blum, Herbert (1931–1992)
- Missa Pax in terra

### Bodorová, Sylvie(* 1954)
- Terezín Ghetto Requiem

### Bok, Miloš(* 1968)
- Missa Solemnis

### Bomtempo, João Domingos(1775–1852)
- Requiem a Memoria de Camoes

### Bonitz, Matthias (* 1951)
- Missa Madonna del suffragio di Perinaldo (1955)

### Brahms, Johannes(1833–1897)
- Missa Canonica in C dur (WoO 18)

### Braunfels, Walter(1882–1954)
- Große Messe op. 37 (1923–1926)
- Kleine Messe op. 37b (redukovaná verze Velké mše op. 37)

### Bretan, Nicolae(1878–1968)
- Requiem (1955)

### Britten, Benjamin(1913–1976)
- Missa brevis (op. 63)
- War Requiem (op. 66, 1962)

### Brixi, František Xaver(1732–1771)
Přes 100 mší,
- Missa brevis in C dur „Missa aulica“
- Missa brevis in D dur
- Missa brevis in F dur
- Missa dominicalis in C dur
- Missa integra d moll
- Missa pastoralis
- Missa solemnis D dur

rekviem

### Brixi, Jan Josef(1711-1762)
Několik mší

### Brixi, Viktorín Ignác(1716-1803)
Několik mší (pastorální mše)

### Bruckner, Anton(1824–1896)
- „Windhaager Messe“ – Mše C dur (WAB 25, 1842)
- „Kronstorfer Messe“ – mše bez Gloria a Credo in d moll (WAB 146, 1843–1844)
- „Messe für den Gründonnerstag“ – sborová mše (Christus factus est Nr. 1) in F dur (WAB 9, 1844–1845)
- Requiem in d moll (WAB 39, 1848)
- Missa solemnis in b moll (WAB 29, 1854)
- Messe Nr. 1 in d moll (WAB 26, 1864)
- Messe Nr. 2 in e moll – „Bläsermesse“ (WAB 27, 1866)
- Messe Nr. 3 in f moll (WAB 28, 1868)

### Brukenthal, Berta von (1846–1908)
- Missa solemnis in F dur (op. 7, 1870)

### Brumel, Antoine(kolem 1460 – po roce 1515)
- Messe „Et ecce terrae motus“
- Requiem

### Bříza, Karel(1926-2001)
„Břízovo ordinárium“ (kancionál č. 503, Mešní zpěvy str. 530) - notace základních liturgických textů (Kyrie, Gloria, Credo, Sanctus a Agnus Dei). Rovněž napsal řadu „proprií“, zhudebněných textů k bohoslužbě mši svaté.

### Bühler, Franz(1760–1823)
- Missa in F-/C dur

### Busser, Henri(1872–1973)
- Messe de Domrémy (op. 122)
- Messe e Saint-Bertrand de Comminges (op. 127)

### Butz, Josef(1891–1989)
- Herrmann-Josef-Messe op. 15
- Missa brevis op. 44

### Buxtehude, Dietrich(1637–1707)
- Missa brevis (BuxWV 114)

## C

### Cantin, Jules (1874–1956)
- „Grande Messe de Saint Hubert“ (Hubertusmesse, 1934)

### Caplet, André(1878–1925)
- Messe à trois voix a cappella

### Cardoso, Frei Manuel(1566–1650)
- Requiem

### Carissimi, Giacomo(1605–1674)
- Missa „L'homme armé“

### Carrapatoso, Eurico (* 1962)
- Petite messe naive, pas solenelle (op. 2, 1992)
- In Paradisum (op. 5, 1994)
- Magnificat em talha dourada (op. 17, 1998)
- Salmo CL (op. 27, 2000)
- Veni Creator Spiritus (op. 32, 2000)
- Horto Sereníssimo – Annuntiatio Beata Mariae Virgine (op. 34, 2000)
- Motetes para um tempo de Paixão (op. 39, 2002)
- Requiem à memória de Passos Manuel (op. 48, 2004)
- Missa Sine Nomine (op. 50, 2006)
- Díptico Mariano (2007)

### Carver, Robert (kolem roku 1485 – kolem roku 1570)
- Mše pro tři hlasy
- Deus Creator omnium

### Casali, Giovanni Battista(1715–1792)
- insgesamt 24 Mše, např.
- Missa in G

### Casella, Alfredo(1883–1947)
- Missa solemnis pro pace (op. 71)

### Caurroy, Eustache du(1549–1609)
- Missa pro defunctis

### Cavalli, Pier Francesco(1602–1676)
Několik mší
- Requiem

### Claussmann, Aloÿs (1850–1926)
- Messe pour orgue (1919)

### Clemens non Papa(kolem roku 1510 – kolem roku 1556)
- Ecce quam bonum
- Missa Pastores quidnam vidistis

### Coates, Gloria(* 1938)
- Missa brevis (1964)

### Cornysh, William(kolem roku 1468–1523)
- 2 Mše (verloren)

### Crassini, C.(1561–1632)
- Missa Prima
- Missa Septimi Toni

### Cruft, Adrian Francis(1921–1987)
- Mass for St. Michael „A short service of Holy Communio“ (op. 40)
- Little organ mass (op. 40a)
- Lutheran mass (op. 64)

## Č

### Čakrt, Michael(1924-1997)
Mešní ordinárium

### Černohorský, Bohuslav Matěj(1684-1742)
Nejméně dvě mše

## D

### David, Johann Nepomuk(1895–1977)
- Deutsche Messe (op. 42, 1952)
- Missa choralis de Angelis (op. 43, 1953)
- Requiem chorale (op. 48, 1956)
- Messe (op. 67, 1968)

### Desprez, Josquin(kolem roku 1457/58–1521)
- Missa ad fugam
- Missa Ave maris stella (Rom, 1486–1495)
- Missa de beata virgine
- Missa di dadi
- Missa D’ung aultre amer (Mailand, 1483/85)
- Missa Faisant regretz
- Missa Fortuna desperata
- Missa Gaudeamus
- Missa Hercules Dux Ferrariae (Ferrara, 1503/04)
- Missa La sol fa re mi
- Missa L’ami baudichon
- Missa L’homme armé sexti toni
- Missa L’homme armé super voces musicales
- Missa Malheur me bat
- Missa Mater patris
- Missa Pange lingua (Condé, po roce 1514)
- Missa sine nomine
- Missa Une Mousse de biscaya.
- Missa da pacem (pravděpodobně není autentická)

viz též Mše od Josquina Despreze

### Diabelli, Anton(1781–1858)
- Mše Es dur (op. 107, 1817)
- Patorální mše F dur (op. 147)
- Missa in F ("mše pro sólové varhany")
- Mše C pro třihlasy sbor SAB, 2 trubky, 2 housle a basso continuo
- Mše B dur s Offertorium Jubilate Deo pro třihlasý sbor SAB, 2 housle a basso continuo
- Mše G dur

### Distler, Hugo(1908–1942)
- Deutsche Choral-Messe (op. 3, 1932)

### Ditters von Dittersdorf, Karl(1739–1799)
- Requiem in c moll

### Donizetti, Gaetano(1797–1848)
- Missa di Gloria e Credo
- Requiem

### Doppelbauer, Josef Friedrich(1918–1989)
- Deutsches Ordinarium

### Dopper, Cornelis(1870–1939)
- Requiem (1935)

### Draeseke, Felix(1835–1913)
- Requiem in h moll (op. 22, 1883)
- Große Messe fis moll (op. 60, 1890)
- Große Messe a moll (op. 85, 1908–1909)
- Requiem in e moll (WoO 35, 1909–1910)

### Dubois, Théodore(1837–1924)
Několik mší, např.
- Mše F dur pro smíšený sbor a varhany

### Dupuy, Bernard Aymable (1707–1789)
- Messe (1744)

### Duruflé, Maurice(1902–1986)
- Requiem (op. 9)
- Cum Jubilo (op. 11)

### Dvořák, Antonín(1841–1904)
- Mše B dur (B 2, 1859)
- Mše D dur (varhanní verze: B 153, 1887; orchestrální verze: B 175, 1892)
- Requiem (B 165, 1890)
- Mše f moll (B 806, 1857–1869)

## E

### Eben, Petr(1929–2007)
- Missa adventus et quadragesimae pro jednohlasý mužský sbor a varhany (1952)
- Ordinarium missae (1966)
- Truvérská mše (Trouvère-Messe, 1968–1969)
- Missa cum populo, pro smíš. sbor, jednohlas lidu, varhany, žestě a perkuse (1982)
- Proprium festivum Monasteriense – Čtyři slavnostní hymny (1992)
- Deutsches Ordinarium für Kantor, Schola, Gemeindegesang und Orgel (1994)

### Ebenhöh, Horst(* 1930)
- Missa sine organis (op. 7, 1961)
- Lateinische Messe (op. 8, 1962)
- Musik zur Messe (op. 60 Nr. 1, 1982)
- Harmonische Messe „Ordinat ohne Credo“ (op. 60 Nr. 2, 1987)
- Harmonische Messe „Ostersonntags-Proprium“ (op. 60 Nr. 3, 1987)
- Harmonische Messe „Weihnachts-Proprium“ (op. 60 Nr. 4, 1989)
- Harmonische Messe „Credo“ (op. 60 Nr. 5, 1990)
- Linzer Messe (op. 68, 1986)
- Sängerknabenmesse (op. 83 Nr. 1, 1995)
- Loibner Messe (op. 83 Nr. 2, 1996)
- Missa a cappella (op. 83 Nr. 3, 1998)

### Eberlin, Johann Ernst(1702–1762)
- Mše C dur
- Requiem in C dur
- Mše a moll
- Missa di San Giuseppe

### Eberwein, Traugott Maximilian(1775–1831)
- Mše As dur (op. 87)

### Einem, Gottfried von(1918–1996)
- Missa Claravallensis (op. 83, 1988)
- Tier-Requiem (op. 104, 1996)

### Eisler, Hanns(1898–1962)
- Requiem „Lenin“

### Elsner, Joseph(1766–1854)
- 26 mší (asi 1802–1842)

### Erb, Marie-Joseph (1858–1944)
- Missa solemnis in honorem Sancti Joanne Baptistae (op. 78)
- Missa in honorem Sancti Leonis IX (op. 85)
- Missa Dona nobis pacem (op. 89)

### Escobar, Pedro de(kolem roku 1465 – po roce 1535)
- Missa in Grenada
- Missa pro defunctis

### Eybler, Joseph(1765–1846)
- Requiem

## F

### Fauré, Gabriel(1845–1924)
- Requiem (op. 48)
- Messe basse

### Fayrfax, Robert(1464–1521)
- Missa Albanus
- Missa tectum principium
- O bone Ihesu
- O quam glorifica
- Regali ex progenie

### Fesch, Willem de(1687–1761)
- Missa Paschalis (1730)

### Filke, Max(1855–1911)
Množství mší, např.
- Mše F dur

### Finzi, Gerald(1901–1956)
- Requiem da camera (1924)

### Florentz, Jean-Louis(1947–2004)
- Requiem de la Vierge (op. 7)

### Flury, Urs Joseph(* 1941)
- Thomasmesse (1962)
- Messe (1963)
- Deutsche Festmesse (1979–1980)

### Foulds, John(1880–1939)
- A world requiem (op. 60)

### Francaix, Jean(1912–1997)
- Messe de Mariage (1986)

### Franck, César(1822–1890)
- Missa solenelle (FWV 59, 1858)
- Messe à troi voix in A dur (FWV 61, 1860)

### Frauenberger, Ernest (1769–1840)
- Missa à 3 voci (1791)

### Frenzel, Franz Xaver(* 1945)
- Deutsche Messe
- Missa Refugium nobis
- Missa brevis

### Führer, Robert Johann Nepomuk(1807–1861)
- Mše C dur „Du sollst den Feiertag heiligen“ (op. 264)

### Funke, Michael C. (* 1965)
- Missa in Nativitate Domini (2011) pro smíšený sbor a varhany
- Missa mundi (1995) pro mluvené slovo, smíšený sbor a varhany
- Missa brevis zu Ehren der hl. Hedwig (1987) pro zpěvní hlasy (scholu) a varhany

### Furgeri, Biancamaria (* 1935)
- Messe (op. 9, 1973)

### Fux, Johann Joseph(1660–1741)
přes 50 mší a 3 requiem, např.
- Missa Corporis Christi
- Missa Precum

## G

### Gabrieli, Andrea(kolem roku 1510–1586)
- Missa Apostolorum
- Missa Pater peccavi
- Missa brevis

### Gallus (Carniolus), Jacobus (Jacob Petelin/Handl)(1550-1591)
Několik vícehlasých mší

### Gardelli, Lamberto(1915–1998)
- Missa da Requiem (1990)
- Requiem (1997)

### Genzmer, Harald(1909–2007)
- Mše E dur pro sólový soprán, alt a baryton, sbor a orchestr (1953)
- Ostermesse pro sólový soprán a baryton, sbor a orchestr (1961)
- Deutsche Messe (Německá mše) pro smíšený sbor a varhany (1973)

### Gilles, Jean(1668–1705)
- Requiem

### Glaus, Daniel(* 1957)
- Miserere mihi

### Gleißner, Franz(1761–1818)
- Mše G dur (op. 1/4)

### Goller, Vinzenz(1873–1953)
- Missa in honorem S. Vincentii Ferrerii (op. 7)
- Requiem (op. 10)
- Requiem (op. 10b)
- Missa in honorem B.M.V. de Loreto (op. 25)
- Leichtes Requiem (op. 27)
- Missa in honorem S. Clementis M. Hofbauer Apostoli Vindobonensis (op. 66)
- Klosterneuburger Messe
- Ordinarium Missae I (op. 79) pro čtyřhlasý smíšený sbor a varhany se smyčcovým kvintetem ad lib. 1918, Řezno
- Ordinarium Missae II (op. 81) pro kantora, smíšený sbor a varhany se 2 trubkami a 2 pozouny ad lib. 1921, Řezno

### Gomes, António Carlos(1836–1896)
- Missa de Nossa Senhora da Conceição

### Gossec, François-Joseph(1734–1829)
- Missa pro defunctis „Grande messe des morts“ (1760)

### Gounod, Charles(1818–1893)
- Messe brève et salut G dur op. 1 (Messe Nr. 2 aux sociétés chorales) (1846)
- Mše c moll (Messe Nr. 1 aux Orphéonistes) (1853)
- Messe solennelle en l’honneur de Sainte-Cécile G dur „Cäcilienmesse“ (1855)
- Messe brève C dur (Messe Nr. 5 aux séminaires) (1871)
- Messe brève pour les morts F dur (Requiem) (1872–1873)
- Missa angeli custodes C dur (1873)
- Messe de Sacré-Coeur de Jésus C dur (1877)
- Messe Nr. 3 aux communautés religieuses G dur (1882)
- Messe funèbre F dur (1883)
- Messe solennelle Nr. 3 de Pâques Es dur (1883)
- Messe à la mémoire de Jeanne d'Arc F dur (1887)
- Messe solennelle Nr. 4 sur l'intonation de la liturgie catholique g moll (1888)
- Messe brève no. 6 aux cathédrales G dur (kolem roku 1890)
- Messe brève Nr. 7 aux chapelles C dur (kolem roku 1890)
- Messe de St. Jean, d'après le chant grégorien (1893)
- Messe dite de Clovis, d'après de chant grégorien C dur (1893)
- Requiem C dur (1895, doplněno Henrim Busserem)

### Grau, Theodor (1888–1957)
- Missa Dominicalis (varhanymesse)

### Grečaninov, Alexandr(1864–1956)
- Missa Oecumenica (op. 142, 1939)
- Missa Festiva (op. 154, 1937)
- Messe (op. 165, 1939)
- Missa "Et in Terra Pax" (op. 166, 1942)
- Missa Sancti Spiritus (op. 169, 1943)

### Griesbacher, Peter(1864–1933)
- Missa ??? op. 1
- Missa mater admirabilis op. 86
- Missa stella maris op. 141
- Missa Americana op. 235
- Missa in honorem Sancti Josephi

### Gruber, Josef(1855–1933)
- 1. Sonntagsmesse (St.-Anna-Messe)
- St.-Petrus-Messe

### Grueber, Benno(1759–1796)
- Missa solemnis in a moll pro sóla, sbor a orchestr

### Guerrero, Francisco(1528–1599)
- Missa de la Battala Escoutez
- Puer Natus Est
- Requiem

### Guillaume de Machaut(kolem roku 1300–1377)
- Messe de Nostre Dame (1364?)

### Guilmant, Alexandre(1837–1911)
4 Mše, 1856–1859, např.
- Messe Nr. 3 op. 11

## H

### Haas, Josef(1879–1960)
- Deutsche Weihnachtsmesse (Německá mše vánoční) (op. 105)

### Haazen, Guido(1921–2004)
- Missa Luba (1957)

### Habert, Johannes Evangelista(1833–1896)
- Mše C dur „Exultet iam angelica turba coelorum“ (op. 14)

### Hamerik, Asger(1843–1923)
- Requiem (op. 34)

### Hanuš, Jan(1915-2004)
8 mší:
- Missa I, Pentocosta in Des a Pange lingua, op. 13, 1941–44
- Missa IV et Tantum ergo (in honorem d'Immaculatae), op. 44, 1959
- Missa V (Ut omnes unum sint), op. 60, 1966
- VI. Mše, chorální ordinarium a Otče náš, op. 77/I, 1972–73
- VII. Mše – Hlaholská, op. 106, 1985
- Requiem (Missa VIII – Pro defunctis), op. 121, 1991–95

### Haselböck, Hans(* 1928)
- Deutsches Ordinarium (Salzburger Messe)

### Hasse, Johann Adolph(1699–1783)
- Requiem in Es dur
- Mše a-moll
- Mše d-moll (1751)
- 3 Missae ultimae (Benátky 1779–1783)
  - Mše Es dur (1779) – novodobá premiéra v Drážďanech, 1999 (koncertně)
  - Mše D dur (1780) – novodobá premiéra v Drážďanech, Velikonoce 2006 a Vánoce 2015 (Hofkirche)
  - Mše g-moll (1783) – novodobá premiéra v Drážďanech, 1983 (koncertně)

### Haßler, Hans Leo(1564–1612)
- Missa super „Dixit Maria“ 4 voc.
- Missa secunda 4 voc.
- Missa tertia 4 voc.
- Missa super„Verba mea“ 5 voc.
- Missa super „Ecce quam bonum“ 5 voc.
- Missa super „Come fuggir“ 6 voc.
- Missa super „Quem in caelo“ 6 voc.
- Missa octo vocum

### Haydn, Joseph(1732–1809)
- Missa brevis F dur „Jugendmesse“ (Hob. XXII: 1, 1750)
- Missa „Sunt bona mixta malis“ (Hob. XXII: 2, 1768, fragment)
- Missa „Rorate coeli desuper“ in G dur (Hob. XXII: 3)
- Missa in honorem Beatissimae Virginis Mariae in Es dur „Velká varhanní mše“ (Hob. XXII: 4, 1766)
- Missa Cellensis in honorem Beatissimae Virginis Mariae in C dur „Cäcilienmesse“ (Hob. XXII: 5, 1766)
- Missa Sancti Nicolai in G dur „Nikolaimesse“ (Hob. XXII: 6, 1772)
- Missa brevis Sancti Johannis de Deo in B dur „Malá varhanní mše“ (Hob. XXII: 7, 1778)
- Missa Cellensis in C dur „Mariazellermesse“ (Hob. XXII: 8, 1782)
- Missa in tempore belli in C dur „tympánymesse“ (Hob. XXII: 9, 1796)
- Missa Sancti Bernardi de Offida in B dur „Heiligmesse“ (Hob. XXII: 10, 1796)
- Missa in angustiis in d moll „Nelsonmesse“ (Hob. XXII: 11, 1798)
- Mše B dur „Theresienmesse“ (Hob. XXII: 12, 1799)
- Mše B dur „Schöpfungsmesse“ (Hob. XXII: 13, 1801)
- Mše B dur „Harmoniemesse“ (Hob. XXII: 14, 1802)

### Haydn, Michael(1737–1806)
- Missa in honorem Sanctissimae Trinitatis, MH 1
- Missa Sanctae Cyrilli et Methodii, MH 13
- Missa Beatissimae Virginis Mariae, MH 15 (Perger deest)
- Missa in honorem Sancti Josephi, MH 16
- Missa Sancti Gabrielis, MH 17
- Messe C dur, MH 42
- Missa Sancti Francisci Seraphici (1a), MH 43
- Messe C dur, MH 44 (Perger deest)
- Missa Sanctae Crucis, MH 56
- Missa dolorum Beatae Virginis Mariae, MH 57 (= identisch s MH 552)
- Missa Sancti Raphaelis, MH 87
- Missa Sancti Nicolai Tolentini, MH 109/MH 154
- Missa Sancti Francisci Seraphici (1b), MH 119
- Missa pro defuncto Archiepiscopo Sigismundo („Schrattenbach-Requiem“), in c moll, MH 155
- Missa Sancti Joannis Nepomuceni, MH 182
- Missa Sancti Hieronymi, hobojnmesse, MH 254
- Missa Sancti Aloysii, MH 257
- Missa in Honorem St. Ruperti (Jubiläumsmesse) in C dur, MH 322
- Missa in honorem Sancti Dominici (Missa della Beneficenza) in C dur, MH 419 (1786)
- Missa Hispanica (Missa a due cori), MH 422
- Missa in honorem Sancti Gotthardi (Missa Admontis), MH 530
- Missa in honorem Sanctae Ursulae (Chiemseemesse), MH 546
- Missa pro Quadragesima, MH 551
- Missa Quadragesimalis, MH 552 (a moll)
- Missa Tempore Quadragesimae et Adventus, MH 553
- Missa pro defunctis, Requiem in c moll, MH 559 (Perger deest) / scripsit Georg Pasterwitz (1730–1803)!
- Deutsches Hochamt „Hier liegt vor deiner Majestät“, MH 536
- Deutsches Hochamt „Hier liegt vor deiner Majestät“ („Haydn-Messe“), MH 560
- Deutsches Hochamt, MH 602
- Deutsches Hochamt, MH 642
- Missa sub titulo Sanctae Theresiae, MH 797 (MH 796 bez fugy Gloria)
- Missa sub titulo Sancti Francisci Seraphici, MH 826
- Missa sub titulo Sancti Leopoldi in festo Innocentium, MH 837
- Missa pro defunctis, Requiem in B dur (nedokončená), MH 838

### Hayne, Gille Henri (1590–1650)
- Messe de Requiem pour Marie de Medicis

### Heinen, Jeannot(1937–2009)
- Missa per organo (op. 10b)

### Heinichen, Johann David(1683–1729)
- Mše D dur
- Mše D dur
- Mše D dur
- Requiem

### Hellinghausen, Sven (* 1975)
- Franziskusmesse (2017)[1]

### Hengstmann, Sebastian(* 1978)
- Missa brevis (2004)

### Herzogenberg, Heinrich von(1843–1900)
- Requiem in c moll (op. 72)
- Mše e moll (op. 87)

### Hessenberg, Kurt(1908–1994)
- Messe (op. 113, 1981/82)

### Hilber, Johann Baptist (1891–1973)
- Missa Pro Patria
- Missa "Vox clamantis in deserto" (1960)
- Messe zu Ehren des heiligen Niklaus von Flüe
- Messe zu Ehren Franz von Assisi

### Hindemith, Paul(1895–1963)
- When Lilacs Last in the Door-Yard Bloom’d (1946)
- Messe (1963)

### Hoffmann, E. T. A.(1776–1822)
- Messa d moll (AV 18, 1803–1805)

### Hofmann, Wolfgang(1922–2003)
- Ad III. Missam in die navitatis Domini (H 54C)
- Requiem (H 71C)
- Zwölf Apostel Messe (H 78H)
- Missa con tromba (H 98B)

### Höller, Karl(1907–1987)
- Missa brevis (op. 3, 1929)
- Missa pro defunctis (op. 14, 1931)

### Holzbauer, Ignaz(1711–1783)
- Mše C dur

### Horák, Václav Emanuel(1800–1871)
12 mší a 1 requiem, např.
- Missa in C
- Missa Quinta in B
- Missa in G "Patorální mše"

### Howells, Herbert(1892–1983)
- Mass in the Dorian Mode (1912)
- Requiem pro SATB a capella (1932)
- Missa Sabrinensis (1954)
- An English Mass (1955)
- Missa Aedis Christi pro SATB (1958)
- Coventry Mass pro SATB a varhany (1968)

### Huber, Paul(1918–2001)
- Mše c moll (op. 28, 1953)
- Requiem (op. 32, 1956)
- Ein deutsches Amt (1965)
- Kleine Sonnenmesse (1977)

### Hummel, Bertold(1925–2002)
- Missa brevis (op. 5a / 1951)
- Missa cantabo domino (op. 16 / 1958)
- Missa brevis (op. 18 / 1957)
- Würzburger Dommesse (op. 31 / 1967)
- Missa laudate pueri (op. 98b / 1996/2002)

### Hummel, Johann Nepomuk(1778–1837)
- Messe (op. 77)
- Messe „Große Messe“ (op. 80)
- Messe (op. 111)
- Mše d moll (WoO 13)

## I

### Ireland, John(1879–1962)
- Missa Brevis/Missa Sancti Stephani (1940)

### Isaac, Heinrich(kolem roku 1450–1517)
- Missa Paschalis

## Ch

### Chaminadeová, Cécile Louise Stephanie(1857–1944)
- Messe pour deux voix égales (op. 167, 1927)

### Charpentier, Marc-Antoine(kolem roku 1643–1704)
- Messe (H 1, 1670–1671)
- Messe pour les trépassés (H 2, 1670–1672)
- Messe à 8 voix et 8 violons et flûtes (H 3, 1670–1671)
- Messe à 4 choeurs (H 4, 1672)
- Messe pour le Port-Royal (H 5, 1687)
- Messe à 4 voix, 4 violons, 2 flûtes et 2 hautbois pour M. Mauroy (H 6, 1691)
- Messe des morts à 4 voix (H 7, 1692–1693)
- Messe pour le samedi de Pâques à 4 voix (H 8, 1693)
- Messe de minuit à 4 voix, flûtes et violons, pour Noel (H 9, 1694)
- Messe des mort à 4 voix et symphonie (H 10, 1695)
- Assumpta est Maria „Missa six vocibus cum simphonia“ (H 11, 1702)
- Messe pour plusieurs instruments au lieu des orgues (H 513, 1674–1676)

### Cherubini, Luigi(1760–1842)
- Missa solemnis in F dur „Di Chimay“
- Missa solemnis in d moll „per il Principe Esterházy“
- Requiem in c moll
- Requiem in d moll

## J

### Janáček, Leoš(1854–1928)
- Mše Es dur (1907/08)
- Glagolská mše (hlaholská mše; 1926/27)

### Jenkins, Karl(* 1944)
- The Armed Man: A Mass For Peace (2000)
- Requiem (2005)

### Jenny, Albert(1912–1992)
- Mše pro čtyřhlasý smíš. sbor a capella, 1935
- Missa Dorica, 1938, pro 3 mužské hlasy (tenor, baryton, bas) a varhany
- Missa Brevis, 1939, pro spojené vrchní a spodní hlasy (soprán-tenor a alt-bas) a varhany
- Karl Borromaeus-Messe, 1945, pro čtyřhlasý smíš. sbor a varhany
- St. Nikolaus-Messe, 1946, pro smíš. sbor a capella
- Einsiedler Festmesse, 1948, pro sóla, čtyřhlasý smíš. sbor a varhany
- Proprium SS. Trinitatis, 1955, pro čtyřhlasý smíš. sbor a capella
- Proprium vom 4. Sonntag nach Pfingsten, 1957, pro čtyřhlasý smíš. sbor a varhany
- Franziskus-Messe, 1961, pro sóla (soprán, bas), čtyřhlasý smíš. sbor, smyčcový orchestr a varhany
- Missa octava-Lateinische Messe, 1966, pro sólový soprán, smíš. sbor & varhany
- Sechste Liedreihe pro obecný zpěv, sborový zpěvák & sbor, 1966
- Neunte Liedreihe pro obecný zpěv, pro změnu s předzpěvákem a sborem, 1967
- Fünfte Liedreihe pro obecný zpěv a sbor, 1969
- Deutsches Proprium, 1969, pro čtyřhlasý smíš. sbor, dechy a varhany
- Deutsche Messe, 1971, pro kantora, čtyřhlasý smíš. sbor a varhany

### Jones, Robert(* 1945)
- Missa brevis in C (2013)
- Missa brevis in D (2014)
- Pastorální mše pro SATB a varhany (smyčce ad lib.) (2016)

### Josephs, Wilfried (1927–1997)
- Requiem (op. 39)

### Juncà, Francesc (1742–1833)
- Mše A dur

## K

### Kabalevskij, Dimitrij Borisovič(1904–1987)
- Requiem podle R. Rožděstvenského (Op. 72, 1962/63) in F dur

### Kalivoda, Jan Václav(1801–1866)
- Mše a moll

### Kempter, Karl(1819–1871)
- Lateinische Messe / Latinská mše op. 9 in D pro 4 zpěvní hlasy, 2 housle, violu, violon a varhany, flétnu, 2 klarinety, 2 rohy, 2 trubky a tympány (alternativně: Mše in D pro 4 mužské hlasy, 2 housle, violu, violon a varhany; flétna, 2 klarinety, 2 rohy, 2 trubky a tympány neobligátní)
- Festmesse Nr. 1 op. 11 in B pro sóla, sbor a orchestr
- Lateinische Messe op. 15 in G pro soprán, alt, tenor, bas, 2 housle, violu, violon & varhany oblig., flétnu, 2 klarinety, 2 rohy, 2 trubky a tympány neobligátní. pro potřeby dobře obsazených venkovských a menších městských sborů
- Pastorální mše op. 24 in G pro sóla, sbor a orchestr
- Messe op. 35 in A pro soprán, alt, tenor, bas, 2 housle, violu, Kontrabass a varhany oblig., flétnu, 2 klarinety, 2 rohy, 2 trubky a tympány neobligátní
- Messe op. 41 in C (kolem roku 1860)
- Messe op. 45 in F (kolem roku 1860)
- Messe op. 61 in C pro 1 zpěvní hlas s oblig. varhanami, alt, bas, 2 housle, 2 rohy ad lib.
- Landmesse op. 72 in C pro soprán, alt, bas, dvoje housle a bas nebo obligátní violon, tenor, violu, flétnu, dva klarinety, dva rohy, dvě trubky a neobligátní tympány, nebo též jen pro čtyři zpěvní hlasy se samotnými varhanami
- Messe op. 87 in F/C (kolem roku 1865)
- Messe op. 96 in D/G (kolem roku 1865)
- Missa pastoritia op. 105 in F pro čtyřhlasý smíšený sbor, 2 rohy, smyčce a varhany

### Kiel, Friedrich(1821–1885)
- Requiem f moll op. 20
- Missa solemnis op. 40
- Requiem As dur op. 80

### Klaus, Tadeusz(* 1960)
- Missa Omnes Nationes Iesum Christum Adorent op. 2

### Kníže, František Max(1784–1840)
- Pastorální mše in D
- Pastorální mše in F
- Pastorální mše in G
- Velká mše in F
- Velká mše in G
- Malá mše in B

### Knödgen, Lothar (1880–1961)
- Missa Salve Regina

### Kodály, Zoltán(1882–1967)
- Missa brevis (1944)

### Königsperger, Marianus(1708–1769)
- Pastorální mše

### Kopřiva, Jan Jáchym(1754-1792)
- Mše D-dur (Hudba citolibských mistrů 18. století)

### Kopřiva, Karel Blažej(1756-1785)
Několik mší,
- Missa Solemnis in Dis
- Mše e moll
- Requiem in C

### Kopřiva, Václav Jan(1708-1789)
- Missa pastoralis in D pro soprán, alt, tenor, bas, sbor, orchestr a varhany
- Missa brevis in C

### Koutnik, Paul(* 1961)
- Steinhofer Jubiläumsmesse
- Mariahilfer Messe omne tempore

### Koželuh, Jan Evangelista Antonín Tomáš(1738-1814)
16 mší:
- Missa Pastoralis in D, op. 86

### Koželuh, Leopold(1747-1818)
- Missa brevis in C major (P XXV:C1)
- Missa brevis in D major (P XXV:D1)

### Kraft, Karl(1903–1978)
- Mše Es dur

### Kronsteiner, Josef(1910–1988)
- Pius-Messe
- Krippenmesse
- Stille-Nacht-Messe

### Kuchař, Jan Křtitel(1751-1829)
Několik mší

## L

### Lasso, Orlando di(kolem roku 1531–1594)
Mj. asi 70 mší,
- Missa super „Bell amfirit altera“
- Missa "On me l'a dit"

### Lehrndorfer, Franz(1928–2013)
- Missa in memoriam Theobald Schrems pro čtyřhlasý mužský sbor (2008)

### Liszt, Ferenc (Franz)(1811–1886)
- Missa solemnis (31. srpna 1856 u příležitosti vysvěcení ostřihomské baziliky)
- Mše pro čtyřhlasý mužský sbor a varhany (1848; 2. verze 1869)
- Missa Choralis pro čtyřhlasý smíš. sbor a varhany (1865)
- Uherská korunovační mše pro 3 sólové hlasy, smíš. sbor a orchestr (1867)
- Requiem pro 4 sólové hlasy, čtyřhlasý mužský sbor, varhany a žestě (1868)

### Lloyd Webber, Andrew(* 1948)
- Requiem (1985)

### Lokaj, Jakub(1752-?)
Nejméně 5 mší

### Lotti, Antonio(1667–1740)
- Missa in d
- Missa in Es
- Missa in A
- Requiem in F dur

## M

### Martin, Frank(1890–1974)
- Messe für 2 vierstimmige Chöre (1922, Agnus Dei 1926)

### Mašek, Albín(1755-1831)
Slavnostní mše d-moll zkomponovaná k pětistému výročí založení Karlovy univerzity

### Mašek, Vincenc(1755-1831)
30 mší

### Mawby, Colin(* 1936)
Množství mší, např.
- Mše G (2006)
- Missa in A

### Mayr, Johann Simon(1763–1845)
18 mší, např.
- Mše pro Novaru (1812)
- Mše c moll pro sóla, sbor a orchestr (1826)
- Mše pro Einsiedeln (1826)

7 rekviem, např.
- Grande Messa da Requiem (1815)

### Menschick, Wolfram(1937–2010)
- Missa parochialis
- Missa dominicalis
- Missa antiqua
- Missa Aureatina
- Messa alla settecento
- Missa „De angelis“
- Missa mundi
- Missa Gregoriana
- Missa „Lux et origo“
- Missa „Lauda Sion“
- Missa „Laetatus sum“
- Missa „Dona nobis pacem“
- Missa „Gloria“
- Missa „Salve Regina“
- Missa „Te Deum laudamus“
- Salzburger „Stille Nacht“ Messe
- Messe zu Ehren der hl. Walburga
- Gesänge zur Meßfeier für Verstorbene

### Merkl, Gerhard(1961–2016)
- Passauer Pastoralmesse

### Meyer, Krzysztof(* 1943)
- Mše (1996) pro sbor a orchestr (1996)

### Mička, Zdeněk Angelik(* 1945)
- Česká mše figurální pro smíšený sbor a varhany (1970)

### Michl, Gilbert(1750–1828)
- Requiem in Es (asi 1772–1775)

### Miehling, Klaus(* 1963)
- Missa brevis in e pro 4–8 hlasů, nástroje colla parte ad lib. op. 45 (1993)
- Missa brevis in G pro čtyřhlasý sbor a varhany op. 65 (1996)
- Missa brevis in g pro soprán, baryton, šestihlasý sbor, hoboj a varhany op. 125 (2007)

### Mitterer, Ignaz(1850–1924)
- Missa de Ss. Apostolis

### Monte, Philippe de(1521–1603)
Asi 40 mší

### Monteverdi, Claudio(1567–1643)
- Missa in illo tempore (1610)
- Messa a quattro voci da cappella (první vydání 1641 v Selva morale e spirituale)
- Messa a quattro voci da cappella (první vydání 1650)

### Morales, Cristóbal de(kolem roku 1500–1553)
- 16 mší

### Mozart, Wolfgang Amadeus(1756–1791)
- Missa in C KV 317,»Krönungsmesse«
- Missa in c (KV 427), »Große Messe c moll«
- dalších 16 mší (viz dazu den Artikel: Wolfgang Amadeus Mozart (Mše))
- Requiem in d (KV 626)

### Müller, Heinrich Fidelis(1837–1905)
- Missa in honorem Sanctissimi Cordis Jesu (bez Credo), op. 14 (1890)
- Missa in honorem St. Elisabethae, op. 18
- Missa in honorem St. Bonifatii Episcopi et Martyris, op. 19
- lehkás Credo op. 22
- Missa in honorem St. Josephi (bez Credo), op. 27 (1902)

### Mysliveček, Josef(1737-1781)
2 mše

## N

### Nicolai, Otto(1810–1849)
- Messe Nr. 1 D dur (1832/1845)

## O

### Obersteiner, Johann(1824–1896)
Přes 50 mší, např.
- Pastoralmesse in A- und D dur pro smíšený sbor, sólo, orchestr a varhany
- Missa pro defunctis
- Messe zu Ehren des heiligen Paulus pro 3 zpěvní hlasy s doprovodem varhan

### Obrecht, Jacob(145?–1505)
- 28 mší, více informací viz Jacob Obrecht

### Ockeghem, Johannes(1410–1497)
- 16 mší, více informací viz Johannes Ockeghem

### Olejník, Josef(1914-2009)
- Česká mše z Andělské Hory, 2. a 3. ordinárium, Staroslověnské ordinárium, Slovenská mše
- Mešní zpěvy (zpěvy kněze a odpovědi lidu)
- Mešní propria pro neděle, slavnosti, svátky, památky a pro mše s obřady - např. Zpěvy k liturgii Svatého týdne, Svatodušní proprium, proprium ke sv. Cyrilu a Metodějovi
- České requiem - Věřím, že můj vykupitel žije - a další zpěvy k liturgii za zemřelé
- Liturgie hodin - 2. nešpory pro neděle a kompletář pro neděle a všední dny
- Písně ke mši svaté - Pane žní a nepožatých polí, Bůh je láska, Vzývej církvi svého kněze Jana a Pějme píseň o Hedvice

### Olsson, Otto(1879–1964)
- Requiem (Entstehung 1901–1903, premiéra 14. November 1976)

## P

### Palestrina, Giovanni Pierluigi da(kolem roku 1515–1594)
- 102 Mše (a a. Missa Papae Marcelli, první vydání 1567)

### Palmeri, Martín(* 1965)
- Misa a Buenos Aires (Misatango) (1996)

### Pękiel, Bartłomiej(po roce 1600 – kolem roku 1670)
- Missa pulcherrima (po roce 1658)
- Missa Paschalis (po roce 1658)
- Missa concertata "La Lombardesca"
- Missa a 4 voci
- Missa senza le cermonie

### Peña, Paco(* 1942)
- Misa flamenca (1991)

### Penderecki, Krzysztof(* 1933)
- Polské rekviem (1993)
- Credo (1998)

### Pepping Ernst(1901–1981)
- Deutsche Messe: Kyrie Gott Vater in Ewigkeit (1938)
- Missa Dona nobis pacem (1948)

### Petersen, Wilhelm(1890–1957)
- Große Messe op. 27 (1929)

### Pichl, Václav(1741-1805)
30 mší

### Planyavsky, Peter(* 1947)
- Plenarmesse

### Pololáník, Zdeněk(*1935)
- Missa solemnis (2001)

### Poulenc, Francis(1899–1963)
- Messe en sol majeur (1936)

### Praetorius, Michael(1571–1621)
- Missodia Sionia (1611) (sbírka různých častí mše, vč. jedné úplné mše pro osm hlasů)

### Příhoda, Miroslav(1912-1988)
Několik mší:
- Op. 11 – Missa brevis et facilis
- Op. 14 – Česká vánoční mše koledová pro smíšený sbor, varhany a malý orchestr
- Op. 15 – Septima missa solemnis
- Op. 17 – Česká mše vánoční – vydána: 1962 u České katolické charity v Praze
- Op. 30 – Staroslovanská mše
- Op. 31 – Česká mše

### Puccini, Giacomo(1858–1924)
- Messa di Gloria (1880)

## R

### Ramírez, Ariel(1921–2010)
- Misa Criolla („Kreolská mše“, vznikla roku 1963, premiéra 1967)

### Raphael, Günter(1903–1960)
- Requiem op. 20 (1928)

### Rathgeber, Valentin(1682–1750)
- Opus III (Mše)
- Opus VII (mše církevního roku)
- Opus VIII (Requiem a Libera)
- Opus XII (venkovská mše a městská mše)
- Opus XIX (mše)

### Ratzinger, Georg(* 1924)
- Missa L’Anno Santo (2000)

### Reger, Max(1873–1916)
- Lateinisches Requiem pro sóla, sbor a orchestr op. 145a, fragment (1914)

### Rehm, Otto (1887–1971)
- Messe na gregoriánské motivy

### Reichenauer, Antonín(1694?-1730)
První český autor pastorálních mší.

### Reimann, Ignaz(1820–1885)
- Festmesse in C pro sóla, sbor SATB, orchestr a varhany
- Kurze Festmesse in A / D op. 113 pro sbor SATB a varhany
- Kurze Festmesse in F pro sbor SATB, orchestr a varhany
- Kurze Festmesse in F und C
- Kurze Festmesse in B
- Mše Es
- Mše d moll
- Mše g moll
- Messe für die heilige Advents- und Fastenzeit / Mše v době svatého adventu a postní doby / pro sbor SATB a varhany
- Pastorální mše in C, „Christkindlmesse“ op. 110 (IRV 2) pro sóla, sbor SATB, orchestr a varhany
- Pastorální mše in F, „Messe für die Hl. Christnacht“ pro sbor SATB (soli SATB ad lib.), orchestr a varhany
- Pastorální mše in G pro sbor SATB, orchestr a varhany
- Pastorální mše in G und D pro sbor SATB (soli SATB ad lib.), orchestr a varhany

### Rheinberger, Gabriel Josef(1839–1901)
18 mší, 4 Requiem, např.:
- Missa brevis op. 83 in d moll
- Missa in Es dur „Cantus Missae“ op. 109
- Missa „In Honorem Sanctissimae Trinitatis“ in F dur op. 117
- Missa brevis in A dur op. 126 (ursprünglich pro 3-hlasy ženský sbor)
- Missa „St. Crucis“ in G dur op. 151
- Mše f moll op. 159
- Missa in C dur op. 169

### Roelstraete, Herman(1925–1985)
- Missa prima opus 4, pro smíšený sbor a varhany (1942)
- Missa in honorem Sancti Amandi opus 8 pro smíšený sbor a varhany (1948)
- Missa recitata opus 10, pro třihlasy mužský sbor (1949)
- Missa salvatori opus 16, pro smíšený sbor a orchestr (1952)
- Missa quinta in honorem sancti Johannis Baptistae opus 33, pro smíšený sbor a varhany (1956)
- Missa de Sancta Magdalena opus 52, pro smíšený sbor (1963)
- Missa Pia opus 87, pro smíšený sbor (1972)
- Missa de beata Maria (proprium) opus 100, pro smíšený sbor a varhany (1973)
- Missa brevis opus 101, pro smíšený sbor a varhany (1973)
- Missa oranda opus 148, pro smíšený sbor a varhany (1983)
- Missa J. N. Bartholomeus opus 165, pro smíšený sbor a varhany
- Missa „Conceptio tua“ opus 175, pro smíšený sbor

### Rossini, Gioacchino(1792–1868)
- Messa (Bologna 1808)
- Messa (Ravenna) pro sóla, mužský sbor a orchestr (1808)
- Messa (Rimini) pro sóla, sbor a orchestr (1809)
- Messa di Gloria pro sóla, smíšený sbor a orchestr (1820)
- Messa di Milano pro sóla, smíšený sbor a orchestr
- Petite messe solennelle pro sóla, dvojité kvarteto (nebo smíšený sbor), 2 klavíry a harmonium (1863; orchestrální verze 1866)

### Rutter, John(* 1945)
- Gloria
- Requiem (1985)
- Mass of the Children (2003)

### Ryba, Jakub Jan(1765–1815)
- Česká mše vánoční (1796)
- Patorální mše

## S

### Saint-Saëns, Camille(1835–1921)
- Messe op. 4
- Requiem op. 54

### Salieri, Antonio(1750–1825)
- Messe C dur pro čtyřhlasý sbor a cappella (1767)
- Messe D dur pro čtyřhlasý sbor a orchestr (1788) – genannt Hofkapellmeistermesse nebo Kaisermesse
- Messe C dur pro dvojsobr a orchestr (1799) – genannt Proklamationsmesse
- Messe d moll pro sóla, čtyřhlasý sbor a orchestr (1805)
- Messe B dur pro sóla, čtyřhlasý sbor a orchestr (1809)
- Kyrie C dur pro sóla, čtyřhlasý sbor a orchestr (1812) – část nedokončené mše
- Kyrie F dur pro čtyřhlasý sbor a orchestr – fragment
- Requiem c moll pro sóla, čtyřhlasý sbor a orchestr (1804)
- Requiem d moll pro čtyřhlasý sbor a orchestr (asi 1815–1820) – fragment

viz též: seznam skladeb Antonia Salieriho

### Scarlatti, Alessandro(1660–1725)
- Missa Santa Cecilia (1721)
- údajně až 200 dalších mší

### Seger, Josef Ferdinand Norbert(1716-1782)
- Missa quadragesimalis F-dur, pro 4 hlasy a varhany
- Mše d moll pro 4 hlasy, 2 housle, 2 trombóny a varhany
- Mše d moll pro 4 hlasy, 2 housle a varhany
- Missa choralis Es dur, pro 4 hlasy a varhany concertante

### Senfl, Ludwig(asi 1486–1542 nebo 1543)
- 7 Mše

### Sengstschmid, Johann(* 1936)
- Missa „Adoramus te“, op. 21, pro sbor unisono a varhany

### Schäfer, Thomas M. J.(* 1979)
- Missa romana – Latin Mass in Jazz pro čtyřhlasý smíš. sbor ad lib. s Band, varhany nebo Percussion (2015)

### Schaeffer, Bogusław(* 1929)
- Missa electronica für Knabenchor und Band (1975)

### Schmutzer, Philipp Maximilian(* 1821)
Několik mší

### Schnizer, Franz Xaver(1740–1785)
- Missa in C dur pro čtyřhlasý smíš. sbor, varhany a Kontrabass

### Schöpf, Franz (1836–1915)
- Sechste Sonntagsmesse

### Schreiber, Joachim(* 1964)
- Missa Windbergensis
- Untermarchtaler Vinzenzmesse pro ženský sbor a varhany

### Schubert, Ferdinand(1794–1859)
- Requiem in g moll op. 9 (1828)

### Schubert, Franz(1797–1828)
- Messe Nr. 1 F dur D 105 (1814/15)
- Messe Nr. 2 G dur D 167 (1815)
- Messe Nr. 3 B dur op. posth. 141 D 324 (1815)
- Messe Nr. 4 C dur op. 48 D 452 (1816/28)
- Messe Nr. 5 As dur D 678 (1819–1822)
- Deutsche Messe F dur D 872 (1827)
- Messe Nr. 6 Es dur D 950 (1828)
- Deutsches Requiem g moll D 621 (1818)

### Schumann, Robert(1810–1856)
- Mše c moll op. 147 (1853)
- Requiem op. 148 (1852)

### Sklenička, Karel(1933-2001)
České mešní ordinárium ve dvou variantách – jako skladba pro lid a pro koncertní účely (s doprovodem varhan, trubky a bicích)

### Smyth, Ethel(1853–1944)
- Mass in D (1893)

### Spohr, Louis(1784–1859)
- Mše c moll op. 54 (Entstehung 1821, premiéra 1827)

### Stamic, Jan Václav(1717-1757)
Několik mší,
- Mše D-dur

### Stanford, Charles Villiers(1852–1924)
- Requiem op. 63 (1897)

### Stoiber, Franz Josef(* 1959)
- Missa in honorem Sancti Erhardi

### Stölzel, Gottfried Heinrich(1690–1649)
- Deutsche Messe (luteránská mše v německém jazyce)

### Stravinskij, Igor Fjodorovič(1882–1971)
- Mše (1948)

### Stühlmeyer, Ludger(* 1961)
- Spiritual-Messe, pro sbor SATB, sólový hlas a nástroje (1999)
- Christkindlmesse, pro sbor SATB housle, flétnu a varhany (2004)

### Süßmayr, Franz Xaver(1766–1803)
- Missa in C
- Missa in C (Maria Taferl)
- Ein deutsches Requiem
- Deutsches Requiem
- Missa (solemnis) in D
- Mše B
- dokončení Mozartova Rekviem

### Suppé, Franz von(1819–1895)
- Mše F (Missa Dalmatica) (1835)
- Mše C (1836)
- Missa solemnis c moll (vor 1840)
- Missa pro defunctis (1855)
- Requiem d moll (1855)

### Sutermeister, Heinrich(1910–1995)
- Missa in Es (1948)
- Missa da Requiem (1952)

## Š

### Šesták, Zdeněk(*1925)
- Missa brevis Citolibensis, 1949

## T

### Tambling, Christopher(1964–2015)
- Missa Festiva pro SATB a varhany (2013)
- Missa brevis in B (2014)
- Festmesse in F
- Mše G
- Přepracovaná Missa in B pro SATB a varhany od Charlese Villierse Stanforda
- Přepracovaná Missa brevis. Mass of St Gregory pro SATB, varhany a dechy ad. lib. Od Richarda Runcimana Terryho

### Taverner, John(kolem roku 1485–1545)
- Missa „Gloria tibi Trinitas“ (kolem roku 1526–1529)
- Western Wind Mass

### Telemann, Georg Philipp(1681–1767)
- 6 mší

### Tittel, Ernst(1910–1969)
- Missa O Esca Vi op. 7B
- Missa Magnus Et op. 15
- Missa Mariana op. 32
- Requiem s Libera f. smíš. sbor, varhany a dechy Op. 34
- Kleine Festmesse op. 37
- Missa Festiva in F (Klemens Maria Hofbauer-Messe) f. gem sbor, varhany, orchestr ad lib Op. 52
- Missa cum jubilo pro smíš. sbor a cap. Op. 66
- Franziskusmesse pro smíš. sbor a varhany op. 78
- Deutsches Ordinarium pro smíš. sbor a varhany op. 79
- Deutsches Requiem s Libera, op. 81
- Missa Laudate Dominum Op. 84
- Deutsche Singmesse nach alten Kirchenliedern
- Missa Choralis

### Tomášek, Václav Jan Křtitel(1774-1850)
2 mše

### Torregrosa, José (* 1927)
- Misa Flamenca (1966)

### Tüür, Erkki-Sven(* 1959)
- Requiem (1994)

### Tůma, František Ignác(1704–1774)
Přes 30 mší.
- Missa C dur
- Missa e moll

## V

### Vaughan Williams, Ralph(1872–1958)
- Mše g moll

### Verdi, Giuseppe(1813–1901)
- Messa per Rossini, 1869 (s 12 dalšími skladateli), provedeno posmrtně
- Messa da Requiem („Manzoni-Requiem“), 1874
- Messa Solenne (Messa di Gloria) ,1833

### da Viadana, Lodovico Grossi(1560–1627)
- Missa sine nomine
- Missa L'hora passa
- Missa Dominicalis

### Victoria, Tomás Luis de(též: Vittoria, Tomaso Luigi da) (1548–1611)
Množství mší, např.
- Missa „Vidi speciosam“ (6-hlasá)
- Missa „quarti toni“
- Requiem pro 4 hlasy (1583)
- Requiem pro 6 hlasů (1605/11)

### Vierne, Louis(1870–1937)
- Messe sollennelle cis moll op. 16 (1900)

### Vitásek, Jan Nepomuk Augustin(1770–1839)
12 mší:
- Missa solemnis in C (1806)
- Missa in B
- Zweite Messe in C
- Dritte messe in C (po r. 1814)
- Messe in B

7 rekviem

### Vivaldi, Antonio(1678–1741)
- RV 586	Sacrum, messa kompleta C dur (sporná autenticita)
- RV 587	Kyrie g moll
- RV 588	Gloria D dur
- RV 589	Gloria D dur
- RV 590	Gloria D dur (ztraceno)
- RV 591	Credo e moll
- RV 592	Credo G dur

### Voß, Herbert (1922–2006)
- Mše e moll

## W

### Wagenseil, Georg Christoph(1715-1777)
Mše

### Webber, William Lloyd(1914–1982)
- Missa Princeps Pacis (1962)

### Weber, Bedřich Diviš
Několik mší

### Weber, Carl Maria von(1786–1826)
- Missa solemnis „Große Jugendmesse“ (zkomp. 1802)
- Missa Sancta No.1 Es dur „Freischützmesse“ (zkomp. 1818)
- Missa Sancta No.2 G dur „Jubelmesse“ (zkomp. 1819)

### Weill, Kurt(1900–1950)
- Berliner Requiem (1928)

### Welcker, Max(1878–1954)
- O Vater voll Erbarmen, deutsche Messgesänge op. 30c
- Zweite deutsche Singmesse zu Ehren des heiligsten Herzens Jesu op. 85 pro jednohlasý sbor s doprovodem varhan nebo harmonia
- Dritte Deutsche Singmesse pro jednohlasý sbor s doprovodem varhan nebo harmonia op. 86
- Deutsche Adventmesse pro 3hlasý ženský sbor s varhanami op. 96
- Herr, zu dir, starker Gott, deutsche Messgesänge op. 100
- Requiem op. 106 pro jednohlasý sbor/sólo a varhany
- Deutsche Herz-Jesu-Messe Wir knie'n in Demut Op. 166
- Deutsche Messe (s Gebeten) zu Ehren der allerheiligsten Jungfrau Maria op. 178
- Missa Gloria tibi, Domine pro čtyřhlasý smíšený sbor s doprovodem varhan op. 183 (1936)
- Deutsche Fastenmesse Zu Dir, o Herr, erheb ich meine Stimme op. 190
- Kurze und leichte Messe pro soprán, alt (též 1 mužský hlas ad lib.) a varhany op. 193 (1913)
- altöttinger Singmesse Herr, an des altares Stufen, text od M. Fr. Eisenlohr, pro jednohlasý sbor s doprovodem varhan op. 196
- Missa Ite ad Joseph – krátká, lehká mše pro soprán a alt (tenor a bas ad lib.) s doprovodem varhan op. 199
- Bauernmesse (Selská mše) O Herr, ich trete zum altar op. 205 pro 1-2 lidové hlasy & varhany
- Leicht ausführbare deutsche Messgesänge / Snadná německé mešní zpěvy (vhodné též pro svatební obřad) pro tříhlasý ženský sbor s doprovodem varhan nebo harmonia, 1912
- Německá vánoční mše pro smíšený sbor (SATB) a housle

### Wellesz, Egon(1885–1974)
- Kleine Messe G dur pro tři stejné hlasy a cappella, op. 80a (1958)
- Missa brevis pro sbor, op. 89 (1963)

### Wetz, Richard(1875–1935)
- Messesätze (Kyrie, Et incarnatus est, Crucifixus, Agnus Dei) op. 44 (1918)
- Requiem h moll op. 50 (1925)

### Widor, Charles-Marie(1844–1937)
- Mše op. 36

### Willaert, Adrian(1490–1562)
- 9 mší

### von Winter, Peter(1754–1825)
- Missa brevis
- Missa solemnis
- Missa (1799)
- Patorální mše (1805)
- Requiem za Giuseppa II. pro 4 hlasy a orchestr (1790)
- Missa di Requiem per 4 voci e orchestra

## Z

### Zach, Jan(1713-1773)
Asi 30 mší

### Zelenka, Jan Dismas(1679–1745)
- Missa Sancta Caeciliae, G dur (ZWV 1, asi 1711)
- Missa Judica me, F dur (ZWV 2, 1714)
- Missa Corporis Domini, C dur (ZWV 3, asi 1719)
- Missa Sancti Spiritus, D dur (ZWV 4, 1723)
- Missa Spei, C dur (ZWV 5, 1724 [verschollen])
- Missa Fidei, C dur (ZWV 6, 1725)
- Missa Paschalis, D dur (ZWV 7, 1726)
- Missa Nativitatis Domini, D dur (ZWV 8, 1726)
- Missa Corporis Domini, D dur (ZWV 9, asi 1727)
- Missa Charitatis, D dur (ZWV 10, 1727)
- Missa Circumcisionis D.N.J.C., D dur (ZWV 11, 1728)
- Missa Divi Xaverii, D dur (ZWV 12, 1729)
- Missa Gratias agimus tibi, D dur (ZWV 13, 1730)
- Missa Sancti Josephi, D dur (ZWV 14, asi 1731)
- Missa Eucharistica, D dur (ZWV 15, 1733)
- Missa Purificationis BVM, D dur (ZWV 16, 1733)
- Missa Sanctissimae Trinitatis, a moll (ZWV 17, 1736)
- Missa Votiva, e moll (ZWV 18, 1739)
- Missa Dei Patris, C dur (ZWV 19, 1740)
- Missa Dei Filii, C dur (ZWV 20, asi 1740)
- Missa Omnium Sanctorum, a moll (ZWV 21, 1741)

### Zimmermann, Heinz Werner(* 1930)
- Missa profana (1977)

## Ž

### Židek, Karel(1912-2001)
1. op. 45 Pange lingua č. l – smíš. sbor, orch., varh.
2. op. 50 Missa solemnis - sóla, smíš. sbor, varh., velký orch.
3. op. 51 Pange lingua č. 2 - smíš. sbor, orch., varh.,
4. op. 64 Missa brevis - smíš. sbor a capalla
5. op. 69 Pange lingua - smíš. sbor a capella
6. op. 76 Mešní píseň ke Všem svatým - lid. zpěv a varhany
7. op. 79 Missa in honorem Sanctissimi Salvatoris - sóla, smíš. sbor, orch., varhany
8. op. 84 Česká mše vánoční - sóla, smíš. sbor, orch., varh.
9. op. 90 Druhá česká mše vánoční - smíš. sbor, orch., varh.
10. op. 93 Pange lingua B dur - smíš. sbor, orch., varh.
11. op. 101 Slavnostní česká mše (na nový liturgický text) - sbor, orch., varhany
12. op. 105 Česká mše - jednohlas a varhany /ordinarium pro scholu a lid/
13. op. 114 Česká mše pro 3hl. žen. sbor a varhany
14. op. 118 Mešní píseň k arch. Michaelu
15. op. 120 Česká mše - smíš. sbor, orch. a varhany
16. op. 122 Česká mše - smíš. sbor, orch., varhany